# N. Theologou

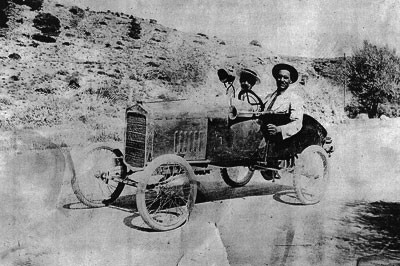
Theologou von 1920

N. Theologou war ein griechisches Unternehmen.

## Unternehmensgeschichte
Der Mechaniker Nikos Theologou lebte und arbeitete vorübergehend in den USA. 1918 gründete er nach seiner Rückkehr in Athen das Unternehmen und war im Bereich Fahrzeugbau tätig. Bis 1920 entstand ein Automobil, eines der ersten aus Griechenland. Der Schwerpunkt lag in der Produktion von Aufbauten für Nutzfahrzeuge. Mitte der 1920er Jahre endete die Produktion.

## Fahrzeuge
Das Automobil war ein Kleinwagen. Für den Antrieb sorgte ein Motorradmotor von Pierce mit 750 cm³ Hubraum. Die offene Karosserie bot Platz für zwei Personen. Das Fahrzeug blieb ein Einzelstück. Das Fahrzeug ist erhalten geblieben. Nun werden allerdings Räder von OTAV, einige Teile vom Ford Modell T, Motor von BSA mit 550 cm³ Hubraum und 4 PS sowie ein Getriebe von BSA genannt.
Die Aufbauten für Busse und Lastkraftwagen basierten zumeist auf Fahrgestellen von Ford.